# 영국 인산염위원회
영국 인산염위원회(영어: British Phosphate Commissioners, BPC)는 1920년대부터 1981년까지 호주, 뉴질랜드, 영국 3개 나라가 모여 만든 크리스마스섬, 나우루, 바나바섬의 인산염 수출 관리 대표위원회이다.

## 나우루와 인산염위원회

### 나우루섬 조약
제1차 세계 대전의 패배로 인해 독일은 나우루를 포함한 세계 각국의 영토와 자산을 포기해야 했다. 이후 나우루는 호주, 뉴질랜드, 영국 3개국의 공동 신탁통치가 이루어졌다. 1919년, 3개 신탁통치국은 영국 인산염감독관을 통한 인산염 채굴에 동의하는 조약을 맺었다.

### 나우루인에 대한 인산염위원회 지불액 납부
독일 행정부가 설립한 정책에 따라, 로열티 지불은 토지 소유자에게 돌아갔다. 1921년, 염국 인산염감독관은 나우루인들의 압력으로 로열티 납액을 인산염 추출 톤당 0.5페니에서 1페니로 증가시켰다. 1927년에는 새로운 조약으로 나우루인들은 톤당 7.5페니를 받게 되었다. 1939년에는 나우루인들이 인산염 판매 수익의 9%를 받게 되었다. 이 금액은 이 시점에서도 나우루인들은 인산염을 세계 시장 가격보다 적은 가격으로 판매한 수익으로 얻었디 때문에 미미했다.

### 수익
인산염위원회를 거친 통제는 상당한 이익을 얻을 수 있었다. 1948년, 섬에서 인산염 판매액은 745,000 달러에 도달했다.

### 소유권 양도
1967년, 나우루인은 인산염위원회 지분을 사들였다. 그리고, 1970년에는 나우루가 새로 독립하며 나우루 인산염 공사를 창설했다.

## 바나바섬과 인산염위원회

### 소송
1965년, 바나바섬 주민들은 토지 분쟁, 사용료 미납부, 수십년 간의 "착취"에 저항하여 영국 법정에서 인산염위원회를 고소했다. 1년 이상이 지난 이후, 이 소송은 바나바인들은 1파운드를 받았지만 30만 파운드의 소송 비용을 내야 했다. 오스트레일리아 정부는 인산염위원회가 780,000 파운드를 내야 한다고 판결했다.

## 크리스마스섬과 인산염위원회

### 크리스마스섬 인산염 회사
최초의 상업적 이용을 위한 유럽계 인산염 회사는 1888년 영국 자연주의자 존 머레이 경의 회사였다. 크리스마스섬 인산염 회사 LTD(CIPC) 광산 채굴은 1897년 시작되었다.

## 같이 보기
나우루
- 나우루 인산염 공사
- 나우루 인산염 로열티 신탁

## 추가 자료
- Paradise for Sale: A Parable of Nature. McDaniel and Gowdy.